# Euro MGA
Euro MGA o companie producătoare de mortare uscate și polistiren din România.
A fost înființată în anul 2001 și este controlată de Romeo-Jean Cosac, care deține 91% din capitalul social, restul participațiilor fiind administrate, în cote egale, de alți trei actionari, Sorin Mazilu, Cristian Patrascu și Marian Stancu.
Compania deține o unitate de producție a materialelor de construcții pentru finisaje, desfășurată pe o suprafață de patru hectare și cu o capacitate de 1.000 de tone pe zi.
Cifra de afaceri:
- 2008: 62 milioane lei[1]
- 2006: 40 milioane lei[2]
- 2005: 25,8 milioane lei[2]